# Слабость Виктории Бергман
«Слабость Виктории Бергман» (англ. Victoria Bergman) — дебютный криминальный роман-трилогия литературного дуэта Эркера Эрикссона и Хокана Аксландера Сундквиста (псевдоним Эрик Аксл Сунд. Трилогию составляют романы «Девочка-ворона» (2010), «Голодное пламя» (2011), «Подсказки пифии» (2012).
Трилогия переведёна на 35 языков мира. В 2012 году получила Особую награду от Шведской академии писателей-криминалистов.

## Сюжет
В Стокгольме происходит череда жестоких убийств. Жертвы — жестоко изувеченные дети-мигранты, до которых никому нет дела. Дети, по словам одной из главных героинь, в результате своей страшной смерти скорее появились, а не исчезли.
Расследование идёт вяло, начальству оно не слишком интересно, внятных улик тоже нет. Жанетт Чильберг, комиссар полиции Стокгольма, расследует это дело и в поисках подсказок выходит на психотерапевта Софию.
Обе женщины переживают нелегкие времена — у Жанетт проблемы в семье, София не уверена, что хочет продолжать работу с полицией. Доктор чувствует потребность заниматься пациентами, которые действительно нуждаются в ней. Например, Викторией Бергман, чей голос, записанный на кассету, так магнетически действует на неё. Таинственная Виктория находится, как думает София, на грани диссоциативного расстройства и рассказывает о поражающем количестве травмирующих случаев. София искренне хочет помочь ей, но чувствует, что в Виктории и её рассказах есть нечто странное. В конечном итоге кажется, что Виктория Бергман неуловима. Ни для Софии, ни для Жанетт, ни для авторов, ни для себя самой.

## Персонажи
София Цеттерлунд — успешный психотерапевт, консультирующий полицию Стокгольма. София специализируется на диссоциативных расстройствах личности, детях, переживших насилие, и детях, пострадавших от военных конфликтов.
Жанетт Чильберг — полицейская в третьем поколении, живёт своей работой и пытается разобраться с личной жизнью, безработным мужем-художником, сыном-подростком и старенькой Audi. Но все меняет мусорный мешок с замученным до смерти и кастрированным мальчиком, найденный полицейскими рядом с выходом из метро.
Виктория Бергман — пациентка Софии, подвергавшаяся в детстве многократным актам насилия как со стороны собственного отца, так и других людей.
Иво Андрич — патологоанатом, по национальности босниец, единственный из большой семьи, переживший бойню в Сараево.
Йенс Хуртиг — помощник и коллега Жанетт Чильберг, сержант полиции Стокгольма, саам по происхождению, родился в Лапландии в городке Квиккйокке.
Кеннет фон Квист — прокурор, сотрудничает с Жанетт по делу об убийствах.
Деннис Биллинг — начальник полицейского управления, преемник Герта Берглинда.
Ларс Миккельсен — главный следователь отдела Государственного управления уголовной полиции по сексуальным преступлениям против детей.
Вигго Дюрер — адвокат Бенгта Бергмана, Карла Лундстрёма и Пера-Улы Сильверберга.
Юхан Чильберг — сын Жанетт, 13 лет.
Самуэль Баи — бывший ребёнок-солдат из Сьерра-Леоне, один из пациентов Софии.
Ульрика Вендин — бывшая клиентка Софии Цеттерлунд, в 14 лет подверглась групповому изнасилованию в гостинице (за 8 лет до описываемых событий). Дело об изнасиловании было закрыто.
Бенгт и Бригитта Бергман — родители Виктории Погибли во время пожара за два месяца до описываемых событий.

## Награды
«Особая награда» (2012) от Шведской академии писателей-криминалистов.

## Бук-трейлер
На официальном сайте авторов опубликован трейлер к трилогии. С 2013 года он собрал чуть больше 11 тысяч просмотров.

## Рецензии
«Вообще-то ДЕВОЧКА-ВОРОНА чудовищна… Нет, не так. Это душераздирающая история о чудовищах, звучащая, к сожалению, до слез правдоподобно».
«Gefle Dagblad» (Швеция).
«Роман, вызывающий дрожь, черная сказка, экстраординарная даже по жестоким меркам скандинавского триллера. Психологический нуар, проникающий в такие глубины человеческой души, о каких и задуматься не всякий рискнет».
«Sololibri.net» (Италия).
«Неумолимо растущее напряжение выбивает из равновесия. Эта книга не для слабонервного читателя, и дело вовсе не в убийствах. За ними кроется нечто неизмеримо более страшное».
«Esta» (Нидерланды).
Шаблон:Эрик Анкл Сунд